# Łąki Kozielskie
Łąki Kozielskie (dodatkowa nazwa w j. niem. Lenkau) – wieś w Polsce położona w województwie opolskim, w powiecie strzeleckim, w gminie Leśnica.
W latach 1975–1998 miejscowość położona była w województwie opolskim.
Od nazwy miejscowości pochodzi nazwa stacji kolejowej Łąki Kozielskie, choć znajduje się w pobliskiej wsi Raszowa.

## Historia
Łąki Kozielskie są po raz pierwszy wzmiankowanie w dokumencie z 1336 roku. Wieś należała do katolickiej parafii Rokicze – obecnie Raszowa. W protokołach powizytacyjnych tej parafii w XVII wieku wymieniono Łąki Kozielskie jako „Łęki” oraz „Lenky”. Dzieje tej miejscowości są związane z przeszłością Koźla.
Od końca XVIII w. wieś posiadała własną pieczęć gminną, na której wizerunku przedstawiono  serce, z którego wyrastają trzy kwiaty, za sercem dwa skrzyżowane cepy.
W 1783 roku Łąki Kozielskie należały do latyfundium kozielskiego stanowiącego własność hrabiego Plettenberga. W 1817 roku na terenie wioski znajdowały się dwa zabudowania szlacheckie, które należały do rodziny Stwolinsky. W 1843 roku w Łąkach Kozielskich wymienia się następujące obiekty: zamek, folwark, trzy wodne młyny i 79 domów prywatnych. Należała do niej także kolonia Kuszówka. Do 1936 roku miejscowość nosiła urzędową nazwę Lenkau, natomiast w latach 1936–1945 Wolfswiesen.
W latach 1983–1987 zbudowano we wsi kościół pod wezwaniem błogosławionej Bronisławy.

### Plebiscyt i powstanie
W 1910 roku 638 mieszkańców mówiło w języku polskim, 102 w językach polskim i niemieckim, natomiast 45 osób posługiwało się jedynie językiem niemieckim. W wyborach komunalnych w listopadzie 1919 roku 34 głosy oddano na kandydatów z listy kompromisowej, co dało kandydatom polskim łącznie 3 z 9 mandatów. Podczas plebiscytu w 1921 roku we wsi uprawnionych do głosowania było 453 mieszkańców (w tym 61 emigrantów). Za Polską głosowało 216 osób, za Niemcami 224 osoby.
W Łąkach Kozielskich toczyły się walki w ramach III powstania śląskiego. Pod koniec maja 1921 roku bronił się tam pułk zabrski Pawła Cymsa. Przez kilka dni miejscowość przechodziła z rąk do rąk. Ze strony wojsk powstańczych udział w walkach brały oddziały Feliksa Michalskiego i Karola Gajdzika. Ostatecznie 5 czerwca wojska niemieckie zajęły wieś.
Przy wyjeździe z miejscowości, w kierunku na Cisową znajduje się mogiła powstańcza.

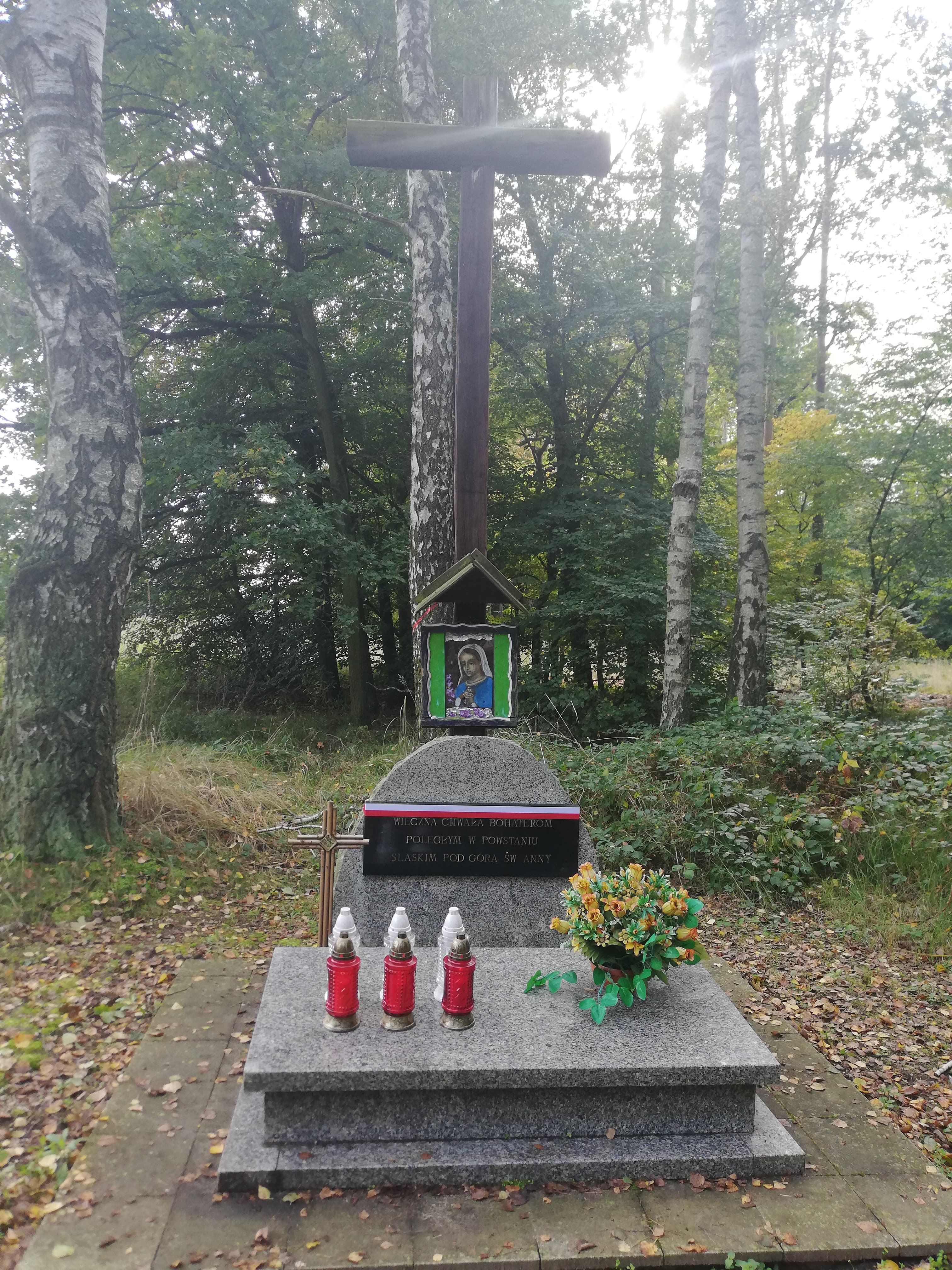
Mogiła powstańcza w Łąkach Kozielskich

## Demografia
Liczba mieszkańców w latach:
- 1783: 185
- 1843: 550
- 1861: 643
- 1910: 785
- 1939: 839
- 1996: 467